# 新成街道
新成街道是中国黑龙江省哈尔滨市香坊区下辖的一个街道。